# 1898 na ciência

## Eventos
- Wilhelm Wien demonstra que os raios anódicos podem ser defletidos por um campo magnéticos, e que a quantidade de deflexão é proporcional a razão massa-carga. Isto leva a técnica de química analítica conhecida como espectroscopia de massa.[1]
- Maria Sklodowska-Curie e Pierre Curie isolam o Rádio e  o Polônio do from pechblenda.[2] Observação do Radônio[3][4]
- William Ramsay[5] isola o Criptônio,[6] Néon[7] e Xenônio[8]

## Nascimentos
| Data           | Nome         | Profissão | Nacionalidade  | Observações | Ref                                             |
| -------------- | ------------ | --------- | -------------- | --- | ----------------------------------------------- |
| 26 de novembro | Karl Ziegler | químico   | Império Alemão | m. 1973 Medalha Liebig 1935 Medalha Carl-Duisberg 1953 Medalha Lavoisier (SCF) 1955 Anel Werner von Siemens 1960 Nobel de Química 1963 \|Medalha Wilhelm Exner 1971 Hall da Fama da Pesquisa Alemã 2010 | [ 9 ] [ 10 ] [ 11 ] [ 12 ] [ 13 ] [ 14 ] [ 15 ] |

## Mortes
| Data | Nome | Profissão | Nacionalidade | Observações | Ref |
| ---- | ---- | --------- | ------------- | ----------- | --- |

## Prémios
Medalha Copley
- William Huggins[16]